# DOTA
DOTA, neboli tetraxetan, je organická sloučenina se vzorcem (CH2CH2NCH2CO2H)4. Její molekula obsahuje centrum tvořené 12členným tetraazakruhem (obsahujícím čtyři atomy dusíku). Používá se jako komplexační činidlo, převážně pro ionty lanthanoidů. Její komplexy mají lékařská využití jako kontrastní látky a při léčbě nádorů.
Zkratka DOTA (kyselina dodekantetraoctová) se používá jak pro tetrakarboxylovou kyselinu, tak i pro různé její konjugované zásady. V koordinační chemii se samotná kyselina označuje H4DOTA a její plně deprotonovaná podoba DOTA4−.
Zkratka DOTA se používá i pro mnoho podobných ligandů, přestože většinou nejde o tetrakarboxylové kyseliny nebo jejich konjugované zásady.

## Struktura
DOTA je odvozena od makrocyklu nazývaného cyklen. Čtyři sekundární aminové skupiny mají N-H centra nahrazeny skupinami N-CH2CO2H. Vzniklá aminopolykarboxylová kyselina se po ionizaci karboxylových skupin stává silným chelatačním činidlem vázajícím dvou- a trojvazné kationty. Tetrakarboxylová kyselina byla objevena v roce 1976.
V době svého objevu měla DOTA nejvyšší známou konstantu tvorby komplexu s vápenatými (Ca2+) a gadolinitými (Gd3+) ionty. V roce 1988 byly popsány první upravené verze DOTA, od té doby seč objevily mnohé další.
Jako polydentátní ligand je DOTA schopna obalit kationty kovů; konkrétní dentacita ligandu závisí na geometrických vlastnostech kationtu. DOTA se nejčastěji používá k tvorbě komplexů s lanthanoidy, kde je oktadentátní, když se na kov váže čtveřicí aminových a čtveřicí karboxylátových skupin. Většina komplexů obsahuje molekulu vody jako další ligand, čímž se koordinační číslo zvyšuje na 9.
U většiny přechodných kovů je DOTA hexadentátní, protože se navazuje skrz čtyři dusíky a dva karboxyláty. Tyto komplexy mají oktaedrickou koordinační geometrii. U [Fe(DOTA)]− je ligand heptadentátní.

## Použití
DOTA se může navázat na monoklonální protilátky vytvořením amidové vazby prostřednictvím jedné z karboxylových skupin, přičemž zbylé tři karboxylátové anionty mohou stále vázat ionty kovů. Takto upravená protilátka se hromadí v buňkách nádoru, což zvyšuje účinek radioaktivity 90Y. Léčiva obsahující tuto molekulu dostávají v názvech nechráněnou příponu tetraxetan:
- Yttrium (90Y) klivatuzumab tetraxetan
- Yttrium (90Y) takatuzumab tetraxetan

DOTA může být napojena na molekuly s afinitou k různým strukturám. Vzniklé sloučeniny se používají s řadou radioizotopů při léčbě a diagmnostice (například pozitronovou emisní tomografií) nádorů.
- Afinitu k somatostatinovým receptorům, nacházejícím se v neuroendokrinních nádorech, využívají například:[7]
  - DOTATOC, DOTA-(Tyr3)-oktreotid, jinak nazývaný edotreotid
  - DOTA-TATE, neboli DOTA-(Tyr3)-oktreotát
- Afinitu k bílkovinám streptavidinu a avidinu, na které lze zacílit pomocí monoklonálních protilátek, využívají:[8]
  - DOTA-biotin

DOTA navázaná na monoklonální protilátku takatuzumab a chelatující yttrium-90
DOTATOC chelatující yttrium-90
DOTA-TATE

### Kontrastní látka
Komplex Gd3+ a DOTA se používá jako kontrastní látky v magnetické rezonanci pod názvem kyselina gadoterová.

## Příprava
DOTA byla poprvé připravena roku 1976 z cyklenu a kyseliny bromoctové. Tento způsob přípravy je snadný a dosud se používá.